# Порядок наследования княжеского престола Монако
Порядок наследования престола Монако — список лиц, имеющих право на наследования княжеского престола в Монако. 2 апреля 2002 года князь Ренье III внес изменения в закон о порядке наследования княжеского престола.

## Преемственность
Согласно Конституции Монако, княжеский престол должен был наследоваться по праву первородства с преимуществом для мужских линий монаршего дома. На княжеский трон могли претендовать только граждане Монако, потомки правящего князя, его братьев и их потомков, чьи родители вступили в брак, получив разрешение правящего монарха. Дети, рожденные вне брака, не могли претендовать на престолонаследие. Член династии лишается прав на наследование престола, если он или она вступают в брак без разрешения правящего монарха, наряду с потомками от внебрачных связей, но может быть восстановлен в линии наследования, если брак будет бездетным и закончится перед наследованием княжеского трона.
Если ни один из членов династии не сможет претендовать на наследование в соответствии с законом наследования, будет править регентский совет до тех пор, пока княжеский совет не изберет монарха из списка дальних потомков дома Гримальди.

## Порядок наследования
Ниже приведен список лиц, которые имеют право на наследование княжеского престола.
- Князь Ренье III (1923—2005)
  -  Князь Альбер II (род. 1958)
    - (1) Наследный принц Жак, маркиз де Бо (род. 2014)
    - (2) Принцесса Габриэлла Тереза Мария, графиня де Карладес (род. 2014)

  - (3) Каролина, принцесса Монакская и Ганноверская (род. 1957)
    - (4) Андреа Казираги (род. 1984)
      - (5) Александр Казираги (род. 2013)
      - (6) Максимилиан Казираги (род. 2018)
      - (7) Индия Казираги (род. 2015)

    - (8) Пьер Казираги (род. 1987)
      - (9) Стефано Казираги (род. 2017)
      - (10) Франческо Казираги (род. 2018)

    - (11) Шарлотта Казираги (род. 1986)
      -  (12) Бальтазар Рассам (род. 2017)

    - (13) Принцесса Александра Ганноверская (род. 1999)

  - (14) Принцесса Стефания Монакская (род. 1965)
    - (15) Луи Дюкре (род. 1992)
      - (16) Виктория Дюкре (род. 2023)
      - (17) Констанция Дюкре (род. 2024)

    - (18) Полин Дюкре (род. 1994)

Ребёнок, рожденный членом династии от внебрачной связи (например, Александр Кост, Камилла Готтлиб или Рафаэль Эльмалех) не имеют прав на наследование престола, если один из их родителей (член династии) не узаконил свои отношения посредством заключения брака. Луи и Полин Дюкре, Александр Казираги были узаконены последующими браками их родителей.

## Изменения в престолонаследии
До 2002 года княжеский престол Монако мог переходить по наследству только прямым потомкам, в том числе и усыновленным, правящего государя. В результате принцесса Антуанетта (старшая сестра князя Ренье III) не входила в список наследников, а также принцессы Каролина и Стефания, дочери князя Ренье III, потеряли права на престолонаследие после вступления на трон их брата, принца Альбера.
В результате появилась вероятность, что в случае смерти наследного принца Альбера без потомства и отсутствия законного наследника монарха Монако может официально перейти под протекторат Франции. Принц Альбер мог сделать своим наследником неродственного человека, тем самым нарушая генеалогическую линию дома Гримальди.
В 2002 году в Конституцию Монако были внесены изменения о порядке наследования престола. Приёмные дети монарха были исключены из списка наследования. В случае отсутствия у монарха законного потомства, корона может перейти к его братьям и сестрам, а в случае их смерти, к одному из их потомков, рожденных в браке.